# Mon rêve de toujours
Mon rêve de toujours è una canzone pubblicata come secondo singolo promozionale dalla cantante canadese Céline Dion per il suo album Mélanie. Il brano fu pubblicato  nel settembre 1984 in Canada, Francia e Belgio.

## Pubblicazioni e successo commerciale
il singolo entrò nella Quebec Singles Chart il 22 settembre 1984 raggiungendo la quarta posizione della classifica, dove rimase per ventuno settimane in totale. Mon rêve de toujours fu pubblicato con la traccia lato B Chante-moi.
Céline nel 1984 pubblicò per la seconda volta un suo album in Francia, in questo caso la raccolta Les oiseaux du bonheur, dove per promuoverlo la sua casa discografica rilasciò il singolo Mon rêve de toujours. Quest'ultimo fu pubblicato insieme alla title track Les oiseaux du bonheur inclusa sul lato B del disco; il singolo fu pubblicato anche in Belgio. 
Mon rêve de toujours fu inserita anche nella compilation della Dion pubblicata nel 1994, Les premières années.

## Formati e tracce
LP Singolo 7'' (Canada) (TBS: TBS 5555)
1. Mon rêve de toujours – 4:17 (Eddy Marnay, Jean-Pierre Goussaud)
2. Chante-moi – 3:21 (Marnay, Alain Noreau)

LP Singolo 7'' (Francia) (Pathé Marconi EMI: 2003077)
1. Mon rêve de toujours – 4:20 (Marnay, Goussaud)
2. Les oiseaux du bonheur – 3:40 (Marnay, André Popp)

LP Singolo 7'' (Belgio) (Pathé Marconi EMI: 1A 006/200307 7)
1. Mon rêve de toujours – 4:20 (Marnay, Goussaud)
2. Les oiseaux du bonheur – 3:40 (Marnay, Popp)

## Classifica
| Classifica (1984) | Posizione massima raggiunta |
| ----------------- | --------------------------- |
| Québec (ADISQ)    | 4                           |

## Crediti e personale
Personale
- Direttore d'orchestra - Guy Mattéoni
- Musica di - Jean-Pierre Goussaud, Eddy Marnay
- Produttore - Eddy Marnay, Rudi Pascal
- Testi di - Jean-Pierre Goussaud, Eddy Marnay

## Cronologia di rilascio
| Paese   | Data | Formato     |
| ------- | ---- | ----------- |
| Belgio  | 1984 | Vinile (7") |
| Canada  | 1984 | Vinile (7") |
| Francia | 1984 | Vinile (7") |